# Sphaerotherium sakananum
Sphaerotherium sakananum är en mångfotingart som beskrevs av Carl Graf Attems 1910. Sphaerotherium sakananum ingår i släktet Sphaerotherium och familjen Sphaerotheriidae. Inga underarter finns listade i Catalogue of Life.